# پتک‌لی (دمیراوزو)
پتک‌لی {{ترکی|Petekli) (به کردی: Çûrezme) یک منطقهٔ مسکونی در ترکیه است که در دمیراوزو واقع شده‌است. پتک‌لی ۱۲۴ نفر جمعیت دارد.